# Pat Buttram
Pat Buttram est un acteur américain né le 19 juin 1915 à Addison dans l'Alabama aux États-Unis, décédé le 8 janvier 1994 à Los Angeles en Californie.

## Filmographie
- 1948 : The Strawberry Roan (en) de John English : Hank
- 1949 : Riders In the Sky (en) de John English : 'Chuckwalla' Jones
- 1950 : Mule Train (en) de John English : Smokey Argyle
- 1950 : Beyond the Purple Hills (it) de John English : Mike Rawley
- 1950 : Territoire indien (it)' (Indian Territory) de John English : Shadrach Jones
- 1950 : Ciel d'enfer (Sira` Fi al-Wadi) de Youssef Chahine : Mike
- 1951 : Gene Autry and The Mounties (it) de John English : Scat Russell
- 1951 : Texans Never Cry (it) de Frank McDonald: Pecos Bates
- 1951 : Silver Canyon (it) de John English : Pat
- 1951 : The Hills of Utah (it) de John English : Dusty Cosgrove
- 1951 : Valley of Fire de John English : Breezie
- 1952 : The Old West (it) de George Archainbaud : Panhandle Gibbs
- 1952 : Night Stage to Galveston (it) de George Archainbaud : Pat Buttram
- 1952 : Apache Country (it) de George Archainbaud : Pat Buttram
- 1952 : Barbed Wire (en) de George Archainbaud : Buckeye Buttram
- 1952 : Wagon Team (it) de George Archainbaud : Deputy Pat Buttram
- 1952 : Blue Canadian Rockies (it) de George Archainbaud : 'Rawhide' Buttram
- 1961 : Amour sauvage (Wild in the Country) de Philip Dunne : Mr Longstreet (mechanic)
- 1963 : Le Motel du crime (Twilight of Honor) de Boris Sagal : Cole Clinton
- 1964 : L'Homme à tout faire (Roustabout) de John Rich : Harry Carver
- 1964 : Le Prix d'un meurtre (The Hanged Man) de Don Siegel (TV) : Otis Honeywell
- 1965 : Deux Cinglés à l'armée (Sergeant Dead Head) de Norman Taurog : le Président
- 1968 : Foxy (I Sailed to Tahiti with an All Girl Crew) de Richard L. Bare : Blodgett
- 1968 : Fureur à la plage (The Sweet Ride) d'Harvey Hart : Texan
- 1970 : Les Aristochats (The Aristocats) : Napoleon (Hound Dog) (voix)
- 1972 : Evil Roy Slade (en) (TV) : Narration (voix)
- 1973 : The Gatling Gun (en) de Robert Gordon: Tin Pot
- 1973 : Robin des Bois (Robin Hood) : Sheriff of Nottingham (voix)
- 1977 : Les Aventures de Bernard et Bianca (The Rescuers) : Luke (voix)
- 1979 : Brigade des anges (Angels' Brigade) de Greydon Clark : Van Salesman
- 1979 : The Sacketts (en) (TV)
- 1980 : Shérif, fais-moi peur (série TV) : "Ultime tournoi" (Saison 2 - Episode 1) : Sam
- 1981 : Choices de Silvio Narizzano : Pops
- 1981 : Rox et Rouky (The Fox and the Hound) : Chief (voix)
- 1988 : Qui veut la peau de Roger Rabbit (Who Framed Roger Rabbit) de Robert Zemeckis : Bullet #1 (voix)
- 1990 : Return to Green Acres (TV) : Mr. Eustace Haney
- 1990 : Retour vers le futur III (Back to the Future Part III) de Robert Zemeckis : Saloon Old-Timer #3
- 1990 : Gravedale High (série TV) (voix)
- 1995 : Dingo et Max (A Goofy Movie) : Possum Park Emcee (voix)